# NIC-22B
La NIC-22B es una importante carretera nacional clasificada como troncal principal en Nicaragua. Esta vía comienza en el Sur, conectándose con la NIC-52 a la altura de Piedra Blanca, cerca de Puerto Sandino y culmina con la NIC-22A en el municipio de Malpaisillo, en el Departamento de León. 

## Extensión
Con una extensión de 15,48 km, la NIC-22B juega un rol clave en la conectividad y transporte de la región.